# Optikai parametrikus oszcillátor

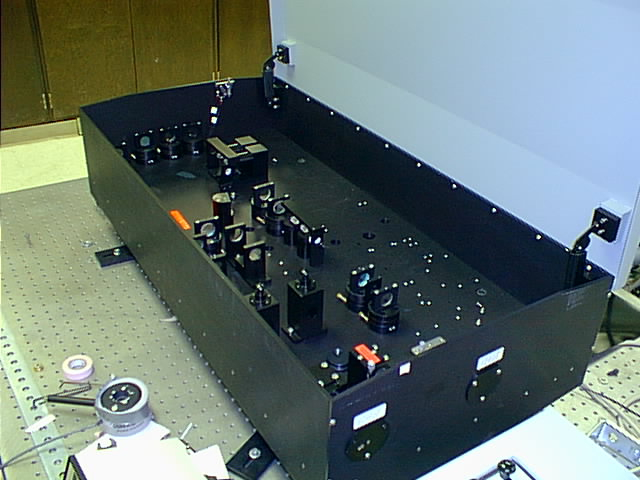
Optical Parametric Oscillator

Az optikai parametrikus oszcillátor (röviden OPO) egy rezonátorba helyezett optikai parametrikus erősítő. Nyilván, amennyiben egy nemlineáris kristályt helyezünk egy lézer rezonátorába, máris készítettünk egy OPO-t. Ez azonban nem célszerű, hiszen amellett, hogy az egyes nyalábok energiája alacsony, a kristály zavart kelt a rezonátorban terjedő fényhullámokban. Ezen okokból kifolyólag az OPO-kat úgy készítik, hogy a lézerből kilépő fényt egy rezonátorba vezetik, melyben egy nemlineáris kristály található.
Az OPO-t szinkronpumpált OPO-nak nevezzük abban az esetben, ha az OPO-t rövid impulzusok szabályosan ismétlődő sorozatával pumpáljuk, és az OPO rezonátorának hosszát úgy választjuk meg, hogy a rezonátor körülfutási idő megegyezzen a pumpáló impulzusok követési idejével. Ezen pumpálásra a legcélszerűbb eszköznek a módusszinkronizált lézer bizonyult.